# تپه دوش (دیم تپه)
تپه دوش (دیم تپه) مربوط به دوره اشکانیان - دوره ساسانیان است و در شهرستان میانه، بخش کندوان، دهستان کندوان، ۳ کیلومتری جنوب روستای آوین واقع شده و این اثر در تاریخ ۲۷ اسفند ۱۳۸۶ با شمارهٔ ثبت ۲۲۷۲۸ به‌عنوان یکی از آثار ملی ایران به ثبت رسیده است.